# 1245
Portal Geschichte | Portal Biografien | Aktuelle Ereignisse | Jahreskalender | Tagesartikel

◄ |
12. Jahrhundert |
13. Jahrhundert
| 14. Jahrhundert | ►

◄ |
1210er |
1220er |
1230er |
1240er
| 1250er | 1260er | 1270er | ►

◄◄ |
◄ |
1241 |
1242 |
1243 |
1244 |
1245
| 1246 | 1247 | 1248 | 1249 | ► | ►►
Staatsoberhäupter  · Nekrolog
| Januar | Januar | Januar | Januar | Januar | Januar | Januar | Januar |
| Kw     | Mo     | Di     | Mi     | Do     | Fr     | Sa     | So     |
| ------ | ------ | ------ | ------ | ------ | ------ | ------ | ------ |
| 52     |        |        |        |        |        |        | 1      |
| 1      | 2      | 3      | 4      | 5      | 6      | 7      | 8      |
| 2      | 9      | 10     | 11     | 12     | 13     | 14     | 15     |
| 3      | 16     | 17     | 18     | 19     | 20     | 21     | 22     |
| 4      | 23     | 24     | 25     | 26     | 27     | 28     | 29     |
| 5      | 30     | 31     |        |        |        |        |        |

| Februar | Februar | Februar | Februar | Februar | Februar | Februar | Februar |
| Kw      | Mo      | Di      | Mi      | Do      | Fr      | Sa      | So      |
| ------- | ------- | ------- | ------- | ------- | ------- | ------- | ------- |
| 5       |         |         | 1       | 2       | 3       | 4       | 5       |
| 6       | 6       | 7       | 8       | 9       | 10      | 11      | 12      |
| 7       | 13      | 14      | 15      | 16      | 17      | 18      | 19      |
| 8       | 20      | 21      | 22      | 23      | 24      | 25      | 26      |
| 9       | 27      | 28      |         |         |         |         |         |

| März | März | März | März | März | März | März | März |
| Kw   | Mo   | Di   | Mi   | Do   | Fr   | Sa   | So   |
| ---- | ---- | ---- | ---- | ---- | ---- | ---- | ---- |
| 9    |      |      | 1    | 2    | 3    | 4    | 5    |
| 10   | 6    | 7    | 8    | 9    | 10   | 11   | 12   |
| 11   | 13   | 14   | 15   | 16   | 17   | 18   | 19   |
| 12   | 20   | 21   | 22   | 23   | 24   | 25   | 26   |
| 13   | 27   | 28   | 29   | 30   | 31   |      |      |

| April | April | April | April | April | April | April | April |
| Kw    | Mo    | Di    | Mi    | Do    | Fr    | Sa    | So    |
| ----- | ----- | ----- | ----- | ----- | ----- | ----- | ----- |
| 13    |       |       |       |       |       | 1     | 2     |
| 14    | 3     | 4     | 5     | 6     | 7     | 8     | 9     |
| 15    | 10    | 11    | 12    | 13    | 14    | 15    | 16    |
| 16    | 17    | 18    | 19    | 20    | 21    | 22    | 23    |
| 17    | 24    | 25    | 26    | 27    | 28    | 29    | 30    |

| Mai | Mai | Mai | Mai | Mai | Mai | Mai | Mai |
| Kw  | Mo  | Di  | Mi  | Do  | Fr  | Sa  | So  |
| --- | --- | --- | --- | --- | --- | --- | --- |
| 18  | 1   | 2   | 3   | 4   | 5   | 6   | 7   |
| 19  | 8   | 9   | 10  | 11  | 12  | 13  | 14  |
| 20  | 15  | 16  | 17  | 18  | 19  | 20  | 21  |
| 21  | 22  | 23  | 24  | 25  | 26  | 27  | 28  |
| 22  | 29  | 30  | 31  |     |     |     |     |

| Juni | Juni | Juni | Juni | Juni | Juni | Juni | Juni |
| Kw   | Mo   | Di   | Mi   | Do   | Fr   | Sa   | So   |
| ---- | ---- | ---- | ---- | ---- | ---- | ---- | ---- |
| 22   |      |      |      | 1    | 2    | 3    | 4    |
| 23   | 5    | 6    | 7    | 8    | 9    | 10   | 11   |
| 24   | 12   | 13   | 14   | 15   | 16   | 17   | 18   |
| 25   | 19   | 20   | 21   | 22   | 23   | 24   | 25   |
| 26   | 26   | 27   | 28   | 29   | 30   |      |      |

| Juli | Juli | Juli | Juli | Juli | Juli | Juli | Juli |
| Kw   | Mo   | Di   | Mi   | Do   | Fr   | Sa   | So   |
| ---- | ---- | ---- | ---- | ---- | ---- | ---- | ---- |
| 26   |      |      |      |      |      | 1    | 2    |
| 27   | 3    | 4    | 5    | 6    | 7    | 8    | 9    |
| 28   | 10   | 11   | 12   | 13   | 14   | 15   | 16   |
| 29   | 17   | 18   | 19   | 20   | 21   | 22   | 23   |
| 30   | 24   | 25   | 26   | 27   | 28   | 29   | 30   |
| 31   | 31   |      |      |      |      |      |      |

| August | August | August | August | August | August | August | August |
| Kw     | Mo     | Di     | Mi     | Do     | Fr     | Sa     | So     |
| ------ | ------ | ------ | ------ | ------ | ------ | ------ | ------ |
| 31     |        | 1      | 2      | 3      | 4      | 5      | 6      |
| 32     | 7      | 8      | 9      | 10     | 11     | 12     | 13     |
| 33     | 14     | 15     | 16     | 17     | 18     | 19     | 20     |
| 34     | 21     | 22     | 23     | 24     | 25     | 26     | 27     |
| 35     | 28     | 29     | 30     | 31     |        |        |        |

| September | September | September | September | September | September | September | September |
| Kw        | Mo        | Di        | Mi        | Do        | Fr        | Sa        | So        |
| --------- | --------- | --------- | --------- | --------- | --------- | --------- | --------- |
| 35        |           |           |           |           | 1         | 2         | 3         |
| 36        | 4         | 5         | 6         | 7         | 8         | 9         | 10        |
| 37        | 11        | 12        | 13        | 14        | 15        | 16        | 17        |
| 38        | 18        | 19        | 20        | 21        | 22        | 23        | 24        |
| 39        | 25        | 26        | 27        | 28        | 29        | 30        |           |

| Oktober | Oktober | Oktober | Oktober | Oktober | Oktober | Oktober | Oktober |
| Kw      | Mo      | Di      | Mi      | Do      | Fr      | Sa      | So      |
| ------- | ------- | ------- | ------- | ------- | ------- | ------- | ------- |
| 39      |         |         |         |         |         |         | 1       |
| 40      | 2       | 3       | 4       | 5       | 6       | 7       | 8       |
| 41      | 9       | 10      | 11      | 12      | 13      | 14      | 15      |
| 42      | 16      | 17      | 18      | 19      | 20      | 21      | 22      |
| 43      | 23      | 24      | 25      | 26      | 27      | 28      | 29      |
| 44      | 30      | 31      |         |         |         |         |         |

| November | November | November | November | November | November | November | November |
| Kw       | Mo       | Di       | Mi       | Do       | Fr       | Sa       | So       |
| -------- | -------- | -------- | -------- | -------- | -------- | -------- | -------- |
| 44       |          |          | 1        | 2        | 3        | 4        | 5        |
| 45       | 6        | 7        | 8        | 9        | 10       | 11       | 12       |
| 46       | 13       | 14       | 15       | 16       | 17       | 18       | 19       |
| 47       | 20       | 21       | 22       | 23       | 24       | 25       | 26       |
| 48       | 27       | 28       | 29       | 30       |          |          |          |

| Dezember | Dezember | Dezember | Dezember | Dezember | Dezember | Dezember | Dezember |
| Kw       | Mo       | Di       | Mi       | Do       | Fr       | Sa       | So       |
| -------- | -------- | -------- | -------- | -------- | -------- | -------- | -------- |
| 48       |          |          |          |          | 1        | 2        | 3        |
| 49       | 4        | 5        | 6        | 7        | 8        | 9        | 10       |
| 50       | 11       | 12       | 13       | 14       | 15       | 16       | 17       |
| 51       | 18       | 19       | 20       | 21       | 22       | 23       | 24       |
| 52       | 25       | 26       | 27       | 28       | 29       | 30       | 31       |

| Januar | Januar | Januar | Januar | Januar | Januar | Januar | Januar |
| Kw     | Mo     | Di     | Mi     | Do     | Fr     | Sa     | So     |
| ------ | ------ | ------ | ------ | ------ | ------ | ------ | ------ |
| 52     |        |        |        |        |        |        | 1      |
| 1      | 2      | 3      | 4      | 5      | 6      | 7      | 8      |
| 2      | 9      | 10     | 11     | 12     | 13     | 14     | 15     |
| 3      | 16     | 17     | 18     | 19     | 20     | 21     | 22     |
| 4      | 23     | 24     | 25     | 26     | 27     | 28     | 29     |
| 5      | 30     | 31     |        |        |        |        |        |

| Februar | Februar | Februar | Februar | Februar | Februar | Februar | Februar |
| Kw      | Mo      | Di      | Mi      | Do      | Fr      | Sa      | So      |
| ------- | ------- | ------- | ------- | ------- | ------- | ------- | ------- |
| 5       |         |         | 1       | 2       | 3       | 4       | 5       |
| 6       | 6       | 7       | 8       | 9       | 10      | 11      | 12      |
| 7       | 13      | 14      | 15      | 16      | 17      | 18      | 19      |
| 8       | 20      | 21      | 22      | 23      | 24      | 25      | 26      |
| 9       | 27      | 28      |         |         |         |         |         |

| März | März | März | März | März | März | März | März |
| Kw   | Mo   | Di   | Mi   | Do   | Fr   | Sa   | So   |
| ---- | ---- | ---- | ---- | ---- | ---- | ---- | ---- |
| 9    |      |      | 1    | 2    | 3    | 4    | 5    |
| 10   | 6    | 7    | 8    | 9    | 10   | 11   | 12   |
| 11   | 13   | 14   | 15   | 16   | 17   | 18   | 19   |
| 12   | 20   | 21   | 22   | 23   | 24   | 25   | 26   |
| 13   | 27   | 28   | 29   | 30   | 31   |      |      |

| April | April | April | April | April | April | April | April |
| Kw    | Mo    | Di    | Mi    | Do    | Fr    | Sa    | So    |
| ----- | ----- | ----- | ----- | ----- | ----- | ----- | ----- |
| 13    |       |       |       |       |       | 1     | 2     |
| 14    | 3     | 4     | 5     | 6     | 7     | 8     | 9     |
| 15    | 10    | 11    | 12    | 13    | 14    | 15    | 16    |
| 16    | 17    | 18    | 19    | 20    | 21    | 22    | 23    |
| 17    | 24    | 25    | 26    | 27    | 28    | 29    | 30    |

| Mai | Mai | Mai | Mai | Mai | Mai | Mai | Mai |
| Kw  | Mo  | Di  | Mi  | Do  | Fr  | Sa  | So  |
| --- | --- | --- | --- | --- | --- | --- | --- |
| 18  | 1   | 2   | 3   | 4   | 5   | 6   | 7   |
| 19  | 8   | 9   | 10  | 11  | 12  | 13  | 14  |
| 20  | 15  | 16  | 17  | 18  | 19  | 20  | 21  |
| 21  | 22  | 23  | 24  | 25  | 26  | 27  | 28  |
| 22  | 29  | 30  | 31  |     |     |     |     |

| Juni | Juni | Juni | Juni | Juni | Juni | Juni | Juni |
| Kw   | Mo   | Di   | Mi   | Do   | Fr   | Sa   | So   |
| ---- | ---- | ---- | ---- | ---- | ---- | ---- | ---- |
| 22   |      |      |      | 1    | 2    | 3    | 4    |
| 23   | 5    | 6    | 7    | 8    | 9    | 10   | 11   |
| 24   | 12   | 13   | 14   | 15   | 16   | 17   | 18   |
| 25   | 19   | 20   | 21   | 22   | 23   | 24   | 25   |
| 26   | 26   | 27   | 28   | 29   | 30   |      |      |

| Juli | Juli | Juli | Juli | Juli | Juli | Juli | Juli |
| Kw   | Mo   | Di   | Mi   | Do   | Fr   | Sa   | So   |
| ---- | ---- | ---- | ---- | ---- | ---- | ---- | ---- |
| 26   |      |      |      |      |      | 1    | 2    |
| 27   | 3    | 4    | 5    | 6    | 7    | 8    | 9    |
| 28   | 10   | 11   | 12   | 13   | 14   | 15   | 16   |
| 29   | 17   | 18   | 19   | 20   | 21   | 22   | 23   |
| 30   | 24   | 25   | 26   | 27   | 28   | 29   | 30   |
| 31   | 31   |      |      |      |      |      |      |

| August | August | August | August | August | August | August | August |
| Kw     | Mo     | Di     | Mi     | Do     | Fr     | Sa     | So     |
| ------ | ------ | ------ | ------ | ------ | ------ | ------ | ------ |
| 31     |        | 1      | 2      | 3      | 4      | 5      | 6      |
| 32     | 7      | 8      | 9      | 10     | 11     | 12     | 13     |
| 33     | 14     | 15     | 16     | 17     | 18     | 19     | 20     |
| 34     | 21     | 22     | 23     | 24     | 25     | 26     | 27     |
| 35     | 28     | 29     | 30     | 31     |        |        |        |

| September | September | September | September | September | September | September | September |
| Kw        | Mo        | Di        | Mi        | Do        | Fr        | Sa        | So        |
| --------- | --------- | --------- | --------- | --------- | --------- | --------- | --------- |
| 35        |           |           |           |           | 1         | 2         | 3         |
| 36        | 4         | 5         | 6         | 7         | 8         | 9         | 10        |
| 37        | 11        | 12        | 13        | 14        | 15        | 16        | 17        |
| 38        | 18        | 19        | 20        | 21        | 22        | 23        | 24        |
| 39        | 25        | 26        | 27        | 28        | 29        | 30        |           |

| Oktober | Oktober | Oktober | Oktober | Oktober | Oktober | Oktober | Oktober |
| Kw      | Mo      | Di      | Mi      | Do      | Fr      | Sa      | So      |
| ------- | ------- | ------- | ------- | ------- | ------- | ------- | ------- |
| 39      |         |         |         |         |         |         | 1       |
| 40      | 2       | 3       | 4       | 5       | 6       | 7       | 8       |
| 41      | 9       | 10      | 11      | 12      | 13      | 14      | 15      |
| 42      | 16      | 17      | 18      | 19      | 20      | 21      | 22      |
| 43      | 23      | 24      | 25      | 26      | 27      | 28      | 29      |
| 44      | 30      | 31      |         |         |         |         |         |

| November | November | November | November | November | November | November | November |
| Kw       | Mo       | Di       | Mi       | Do       | Fr       | Sa       | So       |
| -------- | -------- | -------- | -------- | -------- | -------- | -------- | -------- |
| 44       |          |          | 1        | 2        | 3        | 4        | 5        |
| 45       | 6        | 7        | 8        | 9        | 10       | 11       | 12       |
| 46       | 13       | 14       | 15       | 16       | 17       | 18       | 19       |
| 47       | 20       | 21       | 22       | 23       | 24       | 25       | 26       |
| 48       | 27       | 28       | 29       | 30       |          |          |          |

| Dezember | Dezember | Dezember | Dezember | Dezember | Dezember | Dezember | Dezember |
| Kw       | Mo       | Di       | Mi       | Do       | Fr       | Sa       | So       |
| -------- | -------- | -------- | -------- | -------- | -------- | -------- | -------- |
| 48       |          |          |          |          | 1        | 2        | 3        |
| 49       | 4        | 5        | 6        | 7        | 8        | 9        | 10       |
| 50       | 11       | 12       | 13       | 14       | 15       | 16       | 17       |
| 51       | 18       | 19       | 20       | 21       | 22       | 23       | 24       |
| 52       | 25       | 26       | 27       | 28       | 29       | 30       | 31       |

## Ereignisse

### Politik und Weltgeschehen

#### Die Reise des Johannes de Plano Carpini

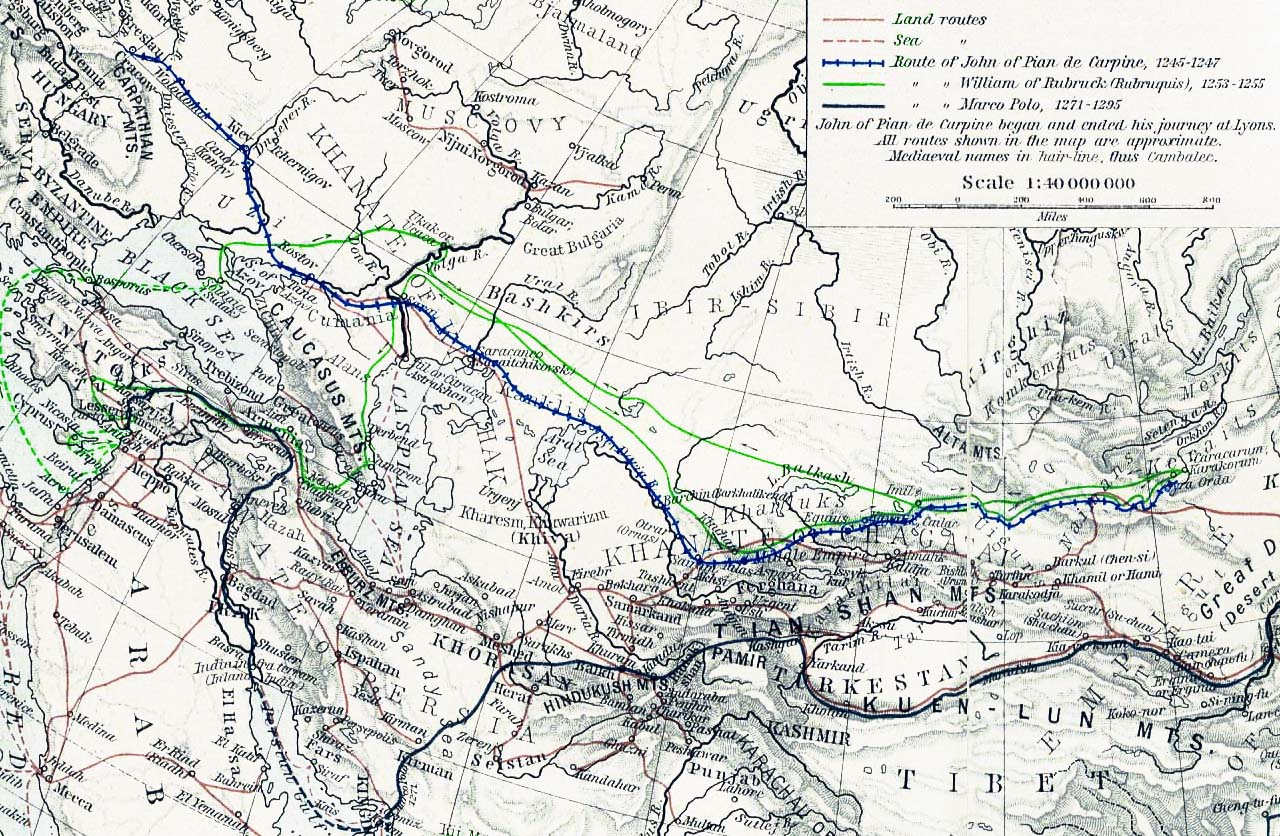
Die Reiseroute des Johannes de Plano Carpini (Reiseroute in blau)

- 16. April: Der Franziskaner Johannes de Plano Carpini bricht von Lyon aus im Auftrag von Papst Innozenz IV. zu einer Reise in die mongolisch besetzte Ukraine auf, um als Leiter einer Gesandtschaft den mongolischen Großkhan aufzusuchen. Er zieht durch Böhmen und das heutige Schlesien nach Kiew und von dort zum Don. Hier geht es weiter zur Wolga, durch das neu-entstandene Reich der Goldenen Horde zum Fluss Ural, über die Seidenstraße zu den Dsungarischen Seen und von dort weiter in das Zentrum des Mongolenreiches.

#### Englisch-Walisischer Krieg
- Anfang des Jahres: Im Englisch-Walisischen Krieg besiegen englische Truppen eine unter der Führung von Dafydd ap Llywelyn von Gwynedd vereinigte walisische Streitmacht bei Montgomery Castle.
- 28. März: Die Waliser erobern Mold Castle.
- Juni: König Heinrich III. von England beruft sein Feudalheer nach Chester, von wo er im August zu einem neuerlichen Feldzug nach Wales aufbricht. Die englischen Truppen stoßen entlang der Küste von Nordwales bis zur Mündung des Conwy vor, den sie am 26. August erreichen. Dort stoppt der Vormarsch und die Engländer beginnen mit dem Wiederaufbau von Deganwy Castle.
- In den nächsten beiden Monaten lagert das englische Heer am Conwy. Nächtliche Überfälle der Waliser und Versorgungsengpässe demoralisieren die Soldaten, was zur Plünderung von Aberconwy Abbey und zu anderen Ausschreitungen führt. Die Waliser antworten darauf mit weiteren Überfällen und Hinrichtungen von Gefangenen. Eine aus Irland kommende englische Streitmacht plündert die Insel Anglesey, doch Ende Oktober zieht sich die Hauptmacht des englischen Heeres angesichts des nahenden Winters nach Chester zurück. Der König ernennt John Grey zum neuen Justiciar von Chester, dazu verhängt er eine Handelsblockade über Wales.

#### Iberische Halbinsel
- März 1245 oder 1246: Papst Innozenz IV. klagt in der Bulle Inter alia desiderabilia König Sancho II. von Portugal schlimmster Vergehen an, am 24. Juli erklärt er ihn in Grandi non immerito zum „untauglichen Herrscher“ (rex inutilis) und seinen Bruder Alfons III. zum „Verwalter und Verteidiger“ des Königreiches. Sancho II. ist allerdings nicht bereit, diese Absetzung kampflos hinzunehmen; in Portugal kommt es zum Bürgerkrieg.

#### Heiliges Römisches Reich
- Der bisherige Vertraute Heinrich Raspe sagt sich vom päpstlich gebannten und abgesetzten Kaiser Friedrich II. los.
- Diether V. von Katzenelnbogen erbaut die Burg Rheinfels.

#### Kaukasus/Mongolenreich
- Durch den Tod seiner Mutter Rusudan wird David VI. alleiniger Herrscher von Georgien. Er befindet sich zu diesem Zeitpunkt in Karakorum am Hof des Großkhans der Mongolen, um seine formelle Anerkennung zu erreichen.

#### Stadtrechte und urkundliche Ersterwähnungen
- Regensburg wird Freie Reichsstadt.
- Altenberg bei Linz, Brüden und Rottmannsberg, Deutwang, Elfingen, Fessenbach, Graltshausen, Iffezheim, Langau, Mundelsheim, Rechberghausen, Rudersberg und Steinfurt werden erstmals urkundlich genannt.
- Backnang wird als Stadt genannt.
- Blankenberg erhält Stadtrecht.

### Wissenschaft und Technik
- In China erscheint das Handbuch Junpu von Chen Renyu, das elf Arten von Speisepilzen, darunter Shiitake und Matsutake, ausführlich erläutert.

### Religion und Kultur

#### Erstes Konzil von Lyon
- 28. Juni: Papst Innozenz IV. eröffnet das Konzil von Lyon, das sich mit der Absetzung Kaiser Friedrichs II. beschäftigt. Es ehrt in seiner Dauer Alexander von Hales als magnus doctor theologiae. Papst Innozenz IV.

- erweitert die Rechte der Inquisitoren
- inkorporiert zahlreiche (auch deutsche) Frauenklöster in den Dominikanerorden (4. Juli) (zwischen 1245 und 1251 sind es etwa 32 zum Teil ehemalige Beginen–Konvente)
- erklärt Kaiser Friedrich II. am letzten Tag des Konzils für gebannt und abgesetzt (17. Juli)

#### Weitere Ereignisse
- Pfingsten: Das Generalkapitel der Dominikaner tagt erstmals im Konvent in Köln. Damit wird die bisherige Regel, dass die Generalkapitel abwechselnd in Bologna und Paris stattfinden, aufgehoben.
- 27. Oktober: Heinrich II., Graf von Leiningen, wird Bischof von Speyer. Er folgt dem am 25. Juni verstorbenen Konrad von Eberstein. Der neue Bischof hat es jedoch schwer, sich in seinem Bistum zu behaupten. Er erhält weder Bestätigung noch Weihe und wird zeitweise sogar aus Speyer vertrieben.
- Der englische König Heinrich III. gibt den Bau der heutigen Westminster Abbey im Stil der französischen Hochgotik in Auftrag.
- Der venezianische Doge Jacopo Tiepolo schenkt dem Orden der Dominikaner ein Stück Land zum Bau einer Kirche, in weiter Entfernung zur Frari-Kirche, des mit den Dominikanern konkurrierenden Bettelordens der Franziskaner. Hier entsteht in der Folge die Kirche San Zanipolo, die sich zur bevorzugten Grablege der venezianischen Dogen entwickelt.
- Auf Initiative der Markgräfin Irmengard bei Rhein erfolgt die Gründung von Kloster Lichtenthal.
- Kloster Brenkhausen wird gegründet.

## Geboren

### Geburtsdatum gesichert
- 16. Januar: Edmund Crouchback, 1. Earl of Lancaster and 1. Earl of Leicester, englischer Adeliger, Militär und Diplomat, Lord High Steward of England († 1296)
- 3. April: Philipp III., König von Frankreich († 1285)
- 19. September: William de Vescy, 1. Baron Vescy, englischer Adeliger und Justiciar of Ireland († 1297)

### Genaues Geburtsdatum unbekannt
- Thomas de Berkeley, 1. Baron Berkeley, englischer Adeliger († 1321)
- Jean II. d’Harcourt, französischer Ritter und Kreuzfahrer, Herr von Harcourt, Baron von Elbeuf und Vizegraf von Châtellerault und Saint-Sauveur († 1302)
- Ma Duanlin, chinesischer Geschichtsschreiber und Enzyklopädist († 1322)
- John FitzAlan, englischer Adeliger († 1272)
- Markward von Hailfingen, württembergischer Ritter und Dienstmann der Pfalzgrafen von Tübingen († nach 1284)
- Audun Hugleiksson, norwegischer Baron, Jurist, Stallmeister und königlicher Schatzmeister († 1302)
- Nichirō, japanischer buddhistischer Mönch († 1320)

### Geboren um 1245
- 1240/1245: Dietrich von Freiberg, deutscher Dominikaner, Philosoph, Theologe und Naturwissenschaftler († nach 1310)
- Antony Bek, Bischof von Durham und Titularpatriarch von Jerusalem († 1311)
- Roger Bigod, 5. Earl of Norfolk, englischer Magnat und Militär († 1306)
- Erich von Brandenburg, Erzbischof von Magdeburg († 1295)
- Gerlach von Breuberg, Landvogt in der Wetterau und Landfriedenshauptmann in Thüringen († 1306)
- Heinrich von Friemar, deutscher Augustinereremit und philosophisch-theologischer und asketischer Schriftsteller († 1340)
- Kunigunde von Eisenberg, Landgräfin von Thüringen († 1286)
- Kunigunde von Halitsch, Königin von Böhmen sowie Herzogin von Österreich, Steiermark, Kärnten und Krain († 1285)
- Payn de Chaworth, englischer Adeliger und Militär († 1279)
- Giovanni Soranzo, Doge von Venedig († 1328)
- 1245/1248: Siemomysław, Herzog von Kujawien in Inowrocław († 1287)
- 1245/1249: Jacques Arnaud Duèze, unter dem Namen Johannes XXII. Papst in Avignon († 1334)

## Gestorben

### Erstes Halbjahr
- 27. Januar: Ralph of Maidstone, Bischof von Hereford
- 28. Januar: Giovanni Colonna, italienischer Kardinal (* um 1170)
- 3. Februar: Isabel de Bolebec, englische Adlige (* 1164)
- 15. Februar: Baldwin de Redvers, 6. Earl of Devon, englischer Adliger und Kreuzfahrer, Lord of the Isle of Wight (* 1216/1217)
- um den 24. März: Dietrich primogenitus, Junggraf von Kleve (* um 1214/1215)
- 11. April: Goffredus de Trano, italienischer Jurist und Kardinal (* um 1200)
- 25. April: Johannes Teutonicus Zemeke, Halberstädter Glossator
- 25. Juni: Konrad von Eberstein, Fürstbischof von Speyer (* um 1185)

### Zweites Halbjahr
- 19. August: Ramon Berenguer V., Graf von der Provence und Forcalquier (* 1205)
- 21. August: Alexander von Hales, englischer Scholastiker (* um 1185)
- 18. Oktober: Ibn Yaʿīsch, arabischer Grammatiker (* 1158)
- vor dem 22. Oktober: Albrecht II., Graf von Orlamünde, von Nord- oder Transalbingien, Holstein, Ratzeburg, Dassow, Lauenburg, Stormarn und Wagrien (* nach 1182)
- 24. November: Walter Marshal, 5. Earl of Pembroke, englischer Adliger und Lord Marshal of England (* 1196)
- 4. Dezember: Christian von Preußen, erster Bischof von Preußen (* um 1180)
- 4. Dezember: Poppo von Andechs-Meranien, Bischof von Bamberg (* 1175)
- 23. Dezember: Anselm Marshal, 6. Earl of Pembroke, englischer Adliger und Lord Marshal of England

### Genaues Todesdatum unbekannt
- Pierre Amiel, Erzbischof von Narbonne
- Reginald de Vautort, englischer Adeliger (* vor 1206)
- Diether IV., Graf von Katzenelnbogen
- Beatrix von Este, Königin von Ungarn (* 1215)
- Rusudan, Königin von Georgien (* 1194)

### Gestorben um 1245
- 1240/1245: Eberhard von Rohrdorf, Abt der Reichsabtei Salem (* um 1160)